# Ō̃
Cette page contient des caractères spéciaux ou non latins. S’ils s’affichent mal (▯, ?, etc.), consultez la page d’aide Unicode.
Ō̃ (minuscule : ō̃), appelé O macron tilde, est un graphème utilisé dans certaines romanisations ou transcriptions phonétiques.
Il s’agit de la lettre O diacritée d’un macron et d’un tilde.

## Utilisation
Le O macron tilde est utilisé dans l’édition de l’Encyclopædia Britannica de 1911 pour transcrire le sindhi dans l’article « Sindhi and Lahnda ».

## Représentations informatiques
Le O macron tilde peut être représenté avec les caractères Unicode suivants :
- précomposé (latin étendu A, diacritiques) :

| formes    | représentations | chaînes de caractères | points de code | descriptions                                       |
| --------- | --------------- | --------------------- | -------------- | -------------------------------------------------- |
| majuscule | Ō̃               | Ō◌̃                    | U+014C U+0303  | lettre majuscule latine o macron diacritique tilde |
| minuscule | ō̃               | ō◌̃                    | U+014D U+0303  | lettre minuscule latine o macron diacritique tilde |

- décomposé (latin de base, diacritiques) :

| formes    | représentations | chaînes de caractères | points de code       | descriptions                                                   |
| --------- | --------------- | --------------------- | -------------------- | -------------------------------------------------------------- |
| majuscule | Ō̃               | O◌̄◌̃                   | U+004F U+0304 U+0303 | lettre majuscule latine o diacritique macron diacritique tilde |
| minuscule | ȭ               | o◌̄◌̃                   | U+006F U+0304 U+0303 | lettre minuscule latine o diacritique macron diacritique tilde |